# Jetpur Vadia
Jetpur Vadia fou una de les branques en què estava dividit el principat de Jetpur al segle xx, abans de ser abolit el 9 d'agost de 1937 pel seu excessiu fraccionament. Estava governat per D. S. Surag Bawa li donava nom. La superfície el 1901 era de 186 km² i la població de 10.330 habitants en 17 poblacions. El 1931 era de 233 km² i 13.719 habitants. Era considerat estat de tercera classe de Kathiawar.